# XnView
XnView為一款支持圖片瀏覽、轉換和編輯的多平台軟體。该软件支持改變用戶界面語言以及自定义工具栏按鈕与面板。它支援讀取超過500種的圖檔格式及部份音频文件格式及视频文件格式，亦支援寫入50種圖片格式。提供免費的個人使用及簡易操作。可將壓縮檔以資料夾方式開啟、依EXIF及IPTC作圖片搜尋、圖片相似比對、對圖片作批次命名、格式轉換及套用影像調整，並支援無損耗旋轉。類似功能之軟體有ACDSee等。

## XnView MP
XnView MP是该软件的跨平台版本，支持Windows、Linux和Mac平台。它使用Qt库开发。相比起Classic版，它的特点是能在默认码表为ASCII的Unicode操作系统上识别包含有Unicode字符的路径和文件名、在全平台上支持多语言界面與活用多核心。XnView社区的成员mezich和thibaud为这款软件贡献了新的工具条按钮和图标。

## 特性
XnView兼容了著名看图软件ACDSee的图片注释方法，即在图片文件夹下新建一个隐藏的文本文件，名为 Descript.ion，将逐个图片的注释存储在这一文件，并能够在图片浏览和查看时显示。
格式如下：
```
 文件名1.jpg 注释内容
 文件名2.png 文件2注释
```

## 外部連結
- 官方网站
- XnView的Facebook專頁
- XnView的X（前Twitter）